# Jon Henry Lee
Jon Henry Lee, född 28 mars 1968 i Newport, död 7 januari 2002 i Miami, var en brittisk musiker och trummis i det walesiska bandet Feeder 1995-2002. 
1992 startade Lee och Grant Nicholas bandet Temper Temper tillsammans. 1995 fick de förstärkning av Taka Hirose, en japanskfödd basist. Innan musiken var Lee sprinter och representerade till och med hemnationen Wales tills en knäskada stoppade honom. Han var gift med brasilianska modellen Tatiana Engleheart och hade två sonen Cameron. Lee spelade totalt in fyra studioalbum (fem med Two Colours inräknat) med Feeder. Han tog sitt liv 2002.